# تامی مو
تامی مو (انگلیسی: Tommy Moe؛ زادهٔ ۱۷ فوریهٔ ۱۹۷۰) اسکی‌باز آلپاین اهل ایالات متحده آمریکا بود.
از افتخارات وی می‌توان به کسب مدال طلا در بازی‌های المپیک زمستانی ۱۹۹۴ اشاره کرد.